# Серата-Ноуе (Леовський район)
Серата-Ноуе (рум. Sărata Nouă) — село в Леовському районі Молдови. Утворює окрему комуну.